# Alekseï Souétine
Alekseï Stepanovitch Souétine (en russe : Алексей Суэтин), né le 16 novembre 1926 à Zinovievsk et mort le 10 septembre 2001 à Moscou, est un grand maître soviétique puis russe, du jeu d'échecs et l'auteur de livres d'échecs.

## Biographie et carrière
Ingénieur mécanicien de profession, maître ès sport de l'URSS à partir de 1950 (en ce temps-là il habitait Toula), en 1953 Alekseï Souétine avec son épouse Kira Zvorykina s'installe à Minsk. Depuis 1953 jusqu'en 1961 Souétine a remporté six fois le titre de champion de Biélorussie (en 1953 ex æquo avec Saïguine). Il devient maître international en 1961, grand maître de l'URSS en 1964 et grand maître international en 1965.
Son premier succès majeur intervient en 1955, lorsqu'il marque 80 % lors du championnat du monde étudiant par équipe pour l'URSS et s'empare de la médaille d'or individuelle et par équipe.
Il a été actif en tournoi dans les années 1960 et 1970, et remporte de nombreux succès, dont des premières places à Sarajevo 1965, Copenhague 1965, Titovo Uzice 1966, Hastings 1967-1968, La Havane 1969 (mémorial Capablanca, ex æquo avec Kortchnoï), Albena 1970, Kecskemet 1972, Brno 1975 (championnat tchécoslovaque inaugural, remporté par Vlastimil Hort au départage), Lublin 1976 et Doubna 1979. Il finit aussi 3e à Debrecen 1961 et à Berlin au mémorial Lasker en 1968.
Souétine participe à dix finales du championnat d'URSS de 1950 à 1966, ses meilleurs résultats étant une 4e-6e place (derrière Leonid Stein, Boris Spassky et Ratmir Kholmov), en 1963, qui le qualifia pour le tournoi zonal de 1964 où il termina 5e-6e, et une 4e-5e place en décembre 1965 (derrière Stein, Lev Polougaïevski et Mark Taïmanov).
Jusqu'en 1971, il est le secondant de Tigran Petrossian au cours d'un grand nombre de ses matchs les plus importants, dont sa victoire au championnat du monde d'échecs 1963. Il a été l'entraîneur principal à Moscou pendant de nombreuses années, supervisant de jeunes talents tels que Vassili Ivantchouk et Andreï Sokolov. Bien qu'en retrait vis-à-vis des années précédentes, sa carrière s'étend jusqu'aux années 1990 et au-delà. Il remporte notamment le tournoi Challengers d'Hastings en 1990-1991, mais, tout comme Efim Geller, il était un fumeur invétéré et eut du mal à s'adapter au règlement de la Fédération internationale des échecs qui interdit le tabac à partir de 1990 lors des tournois.
À partir de 1965, il est le correspondant de la Pravda et il commente régulièrement des compétitions à la radio et à la télévision au cours des années 1970 et 1980. En 1968 il déménage de Minsk à Moscou.
Souétine remporte le Championnat du monde senior en 1996.
Alekseï Souétine épouse le grand maître féminin Kira Zvorykina et ils ont eu ensemble un fils, Aleksandr, en 1951. Le couple vit en Biélorussie pendant plusieurs années, mais au début des années 1960 les époux se séparent. Souétine a une fille, Elena, au cours de son second mariage.
Souétine meurt en 2001, à 74 ans, d'une crise cardiaque, peu après son retour du championnat de Russie senior.

## Publications
Souétine signe de nombreux livres d'échecs, principalement au sujet des milieux de partie et des ouvertures. Il s'agit notamment de :
- Les idées dans le début d'une partie d'échecs
- La dynamique de l'ouverture et du milieu de jeu aux échecs
- Modern Chess Opening Theory
- Three Steps to Chess Mastery (un traité qui combine des travaux précédents)
- The Chess Player's Laboratory
- The Path to Mastery
- Plan Like a Grandmaster
- A Contemporary Approach to the Middle-game
- French Defence
- The Complete Grunfeld
- The Complete Spanish
- Soviet Chess Strategy

Son dernier livre, Chess Through the Prism of Time, a été publié à Moscou en 1998.

## Partie remarquable
- Souétine - Tseschkovski, Kislovodsk 1972, 1-0